# Фотосфера
Фотосфера e слоят от строежа на дадена звезда, който не е прозрачен и се приема за нейна повърхност. С други думи това е нивото, на което оптичната плътност на веществото става единица ({\displaystyle \tau \approx 1}) за фотон с дължина на вълната равна на 500 нанометра (λ = 500 nm). (Фото означава светлина, а от там и терминът фотосфера.)
Фотосферата поглъща, а след това преизлъчва енергията, образувана от термоядрените реакции в недрата на звездата. Тя формира непрекъснатия спектър на дадена звезда. Преносът на енергия се осъществява чрез конвекция. Детайлните фотографии на Слънцето разкриват зърнистата структура на фотосферата му. По своята същност гранулите са огнени бури от горещ издигащ се газ в центъра и по-хладен в периферията. Всяка е с размери около 1000 километра в диаметър и съществува около осем минути. Създава се илюзия за „вряща“ повърхност на Слънцето. Съществуват и свръхгранули, които достигат диаметри до 30 000 километра с продължителност на съществуване до 24 часа. Не се знае обаче, дали тези характеристики са типични и за други звезди.
Размерите на фотосферата зависят от прозрачността ѝ, следователно от плътността ѝ. За Слънцето дебелината на този слой е около 300 км, за белите звезди от главната последователност от спектрален клас A0V — ~1000 km, за гигантите от спектрален клас G — ~104-105km.
Слънчевата фотосфера е с температура от около 6000 градуса по Келвин, като расте в дълбочина. Това обуславя видимото потъмняване в края на Слънчевия диск, т.е. при еднаква оптична дължина пътят на излъчването от центъра на диска идва вертикално от голяма дълбочина, съответно от по-горещи слоеве на фотосферата, за разлика от излъчването от периферията на диска, идващо тангенциално от по-хладни външни слоеве. На повърхността на Слънцето се наблюдават също и мащабни области на понижение на температурата (до 1500 градуса) – слънчевите петна.